# Inlands Bestuur (Nederlands-Indië)

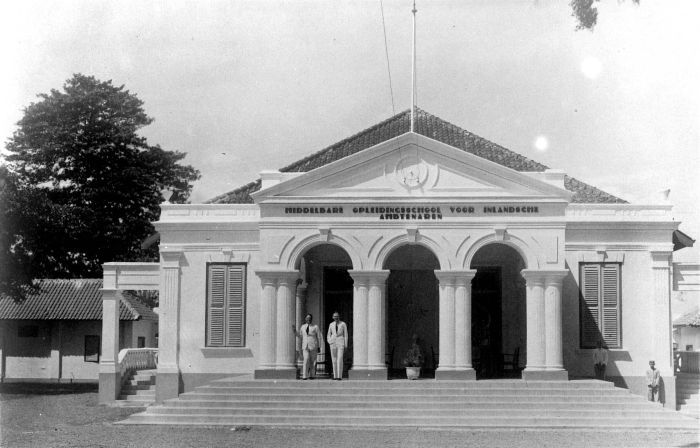
Middelbare Opleidingsschool voor Inlandsche Ambtenaren (MOSVIA) in Bandoeng (1929)

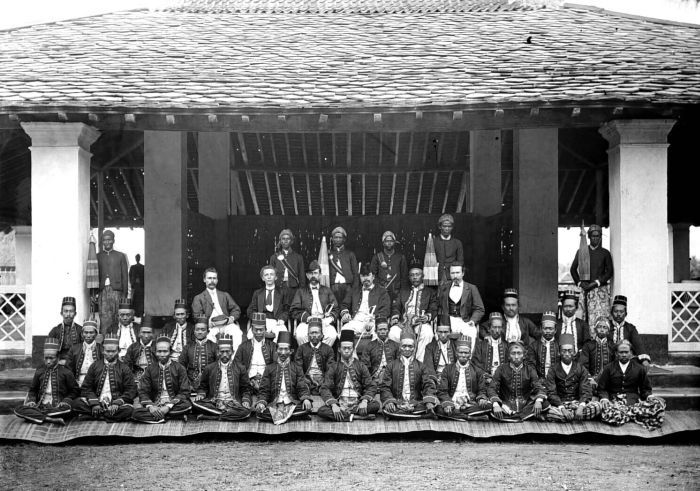
Groepportret van het Inlands Bestuur van Kraksaan bij Probolinggo, Oost-Java

Het Inlands Bestuur was een bestuursvorm in Nederlands-Indië die de schakel was tussen het Europese gewestelijke bestuur – waarbij ook inlanders konden worden aangesteld – en de inlandse bevolking. Er waren uitsluitend inlandse hoofden werkzaam.
De gewesten op Java (met uitzondering van Batavia en de Vorstenlanden) en Madoera waren verdeeld in regentschappen. De regentschappen waren verdeeld in districten. De hoofden van regentschappen droegen de titel van regent. Zij werden zo veel mogelijk gekozen uit leden van de plaatselijke aanzienlijke families.